# Liste deutscher Bezeichnungen estnischer Orte

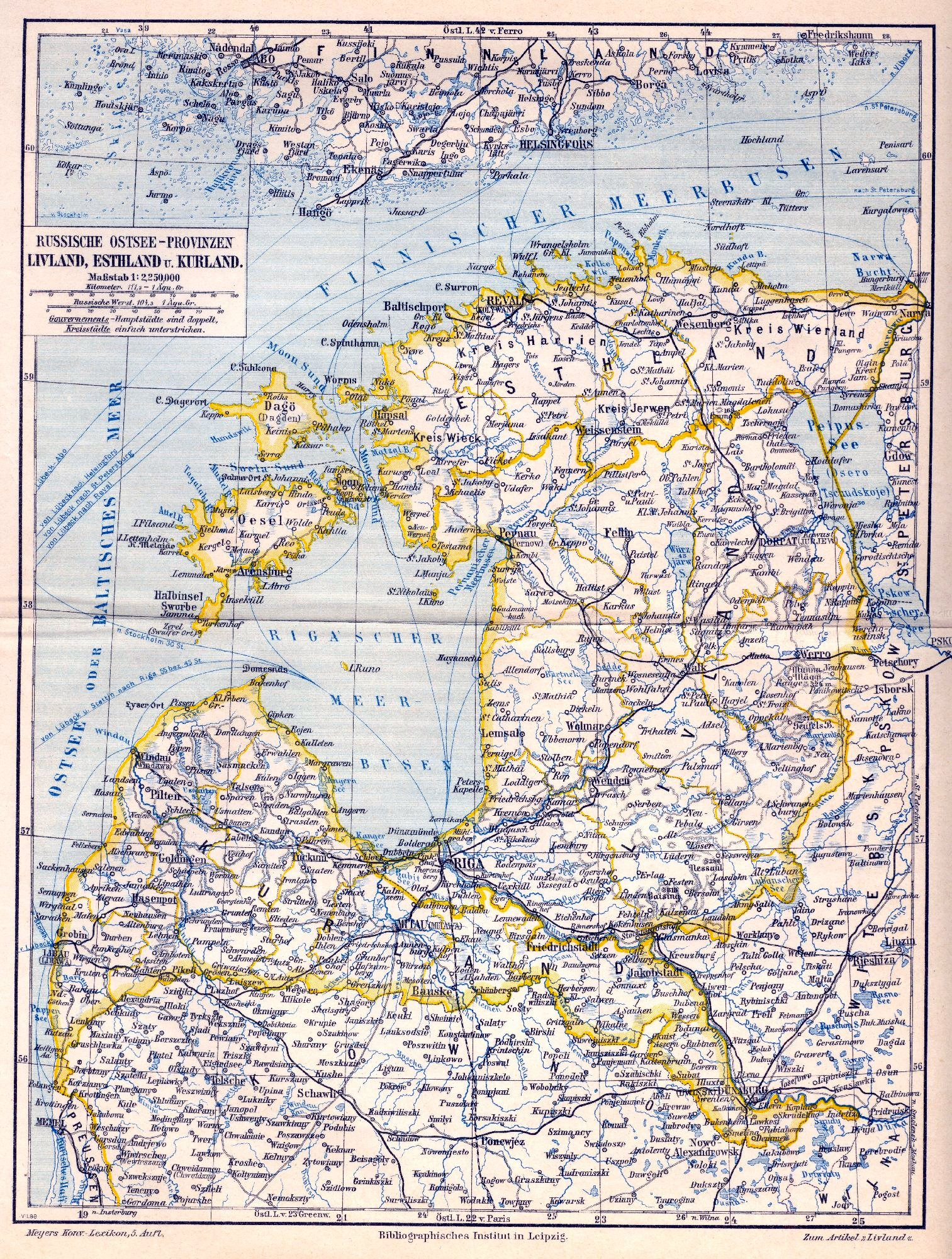
Karte der russischen Ostseeprovinzen mit deutschen Ortsbezeichnungen (Meyers Konversations-Lexikon, 1893–97)

In dieser Liste werden estnischen Orten (Städten, Flüssen, Inseln etc.) deren frühere oder heute noch geläufige deutsche Bezeichnungen gegenübergestellt.
| Estnischsprachiger Name   | Deutschsprachiger Name               | Anmerkungen                                                                     |
| ------------------------- | ------------------------------------ | ------------------------------------------------------------------------------- |
| Abruka                    | Abro                                 | Insel                                                                           |
| Agusalu                   | Aggusal                              | Dorf                                                                            |
| Ahja                      | Aya                                  | ehemalige Landgemeinde mit gleichnamigem Hauptort; liegt am gleichnamigen Fluss |
| Aidu                      | Aitz                                 | Dorf                                                                            |
| Aidu                      | Aidenhof                             | Rittergut                                                                       |
| Ala                       | Alla                                 | Dorf                                                                            |
| Ala                       | Assikas                              | Rittergut                                                                       |
| Alatskivi                 | Allatzkiwwi                          | frühere Landgemeinde                                                            |
| Vändra                    | Alt-Fennern                          | frühere Gemeinde                                                                |
| Ambla                     | Ampel                                | frühere Landgemeinde                                                            |
| Kuressaare                | Arensburg                            | Stadt                                                                           |
| Audru                     | Audern                               | frühere Landgemeinde                                                            |
| Paldiski                  | Baltischport                         | Stadt                                                                           |
| Kaarma                    | Carmel/Karmel                        | Dorf                                                                            |
| Kaarma-Kirikuküla         | Carmel/Karmel                        | Dorf                                                                            |
| Aegviidu                  | Charlottenhof                        | Flecken, früher Hauptort gleichnamiger Gemeinde                                 |
| Hiiumaa (Kreis Hiiu)      | Dagö (Taginsel)                      | Insel bzw. Kreisname                                                            |
| Tartu                     | Dorpat                               | Stadt                                                                           |
| Emajõgi                   | Embach                               | Fluss                                                                           |
| Ääsmäe/Eesmäe             | Essemäggi                            | Dorf                                                                            |
| Viljandi                  | Fellin                               | Stadt                                                                           |
| Kambja                    | Groß-Kambi                           | Landgemeinde                                                                    |
| Suure-Jaani               | Groß-St. Johannis                    | Stadt und Gemeinde                                                              |
| Häädemeeste               | Gudmannsbach                         | frühere Landgemeinde                                                            |
| Aa                        | Haakhof                              | Ordensgut/Dorf                                                                  |
| Hageri                    | Haggers                              | Dorf                                                                            |
| Halliste                  | Hallist (Allistekunde)               | frühere Landgemeinde                                                            |
| Haapsalu                  | Hapsal                               | Stadt                                                                           |
| Harju                     | Harrien                              | Landkreis                                                                       |
| Haimre                    | Heimar                               | Dorf                                                                            |
| Heimtali                  | Heimthal                             | Dorf                                                                            |
| Kõrgessaare               | Hohenholm                            | Dorf                                                                            |
| Narva-Jõesuu              | Hungerburg                           | Stadt                                                                           |
| Nõmme (Nõmme, Nõmme etc.) | Nömme                                | Stadtteil                                                                       |
| Järva                     | Jerven                               | Landkreis                                                                       |
| Jõhvi                     | Jewe                                 | Stadt, gleichnamige Landgemeinde                                                |
| Juuru                     | Jörden                               | frühere Landgemeinde                                                            |
| Roosna-Alliku             | Kaltenbrunn                          | Landgemeinde                                                                    |
| Aaspere                   | Kattenta(c)k                         | Landgut                                                                         |
| Keila                     | Kegel                                | Stadt                                                                           |
| Kärdla                    | Kertel                               | Stadt; schwedisch: Kärrdal                                                      |
| Kihelkonna                | Kielkond                             | Dorf                                                                            |
| Kolga-Jaani               | Klein-St. Johannis                   | Landgemeinde mit gleichnamigem Hauptort                                         |
| Väike-Maarja              | Klein-St. Marien                     | Landgemeinde mit gleichnamigem Hauptort                                         |
| Koltse                    | Koltz                                | Gutshof                                                                         |
| Kose                      | Kosch                                | Landgemeinde                                                                    |
| Kuusalu                   | Kusal                                | Landgemeinde                                                                    |
| Kallaste                  | Kalaste                              | Dorf (russisch: Krasnyje Gory)                                                  |
| Laiuse                    | Lais                                 | Dorf, gleichnamige Burg                                                         |
| Jõgeva                    | Laisholm                             | Stadt                                                                           |
| Liivimaa                  | Livland (veraltet Liefland, Eifland) | Landschaftsbezeichnung                                                          |
| Lüganuse, Lüganuse        | Luggenhusen                          | Dorf in gleichnamiger Landgemeinde                                              |
| Klooga                    | Lodensee                             | Großdorf                                                                        |
| Viru-Nigula               | Maholm                               | Landgemeinde                                                                    |
| Müüriku nr. Väike-Maarja  | Marienhof bei Klein-Marien           | Dorf                                                                            |
| Märjamaa                  | Merjama; Marienland                  | Landgemeinde                                                                    |
| Muhu                      | Moon; Mohn                           | Insel mit gleichnamiger Landgemeinde (Muhumaa)                                  |
| Kuivastu                  | Moonsund                             | Hafenort am Moon-Sund                                                           |
| Muraste                   | Morras                               | Dorf bei Harku                                                                  |
| Mustjala                  | Mustel(hof)                          | Dorf in früher gleichnamiger Landgemeinde                                       |
| Naissaar                  | Nargen                               | Insel, schwedisch: Nargö                                                        |
| Narva                     | Narwa                                | Stadt                                                                           |
| Põltsamaa                 | Oberpahlen                           | Stadt                                                                           |
| Saaremaa                  | Ösel                                 | Insel                                                                           |
| Peipsi järv               | Peipussee                            | See                                                                             |
| Peri                      | Perrist                              | Dorf in Põlva                                                                   |
| Pärnu                     | Pernau                               | Stadt                                                                           |
| Petseri                   | Petschur                             | heute russische Stadt: Petschory; gehörte zu Estland 1920–1944                  |
| Pihkva järv               | Pleskauer See                        | See                                                                             |
| Kalvi                     | Pöddes                               | Dorf                                                                            |
| Põlva                     | Pölwe                                | Stadt in gleichnamigem Kreis                                                    |
| Rannu                     | Randen                               | frühere Landgemeinde                                                            |
| Rapla                     | Rappel                               | Stadt in gleichnamigem Kreis                                                    |
| Tallinn                   | Reval (niederdeutsch: Revel)         | Hauptstadt                                                                      |
| Roela                     | Ruil; Rojel                          | Gutshof bei Vinni                                                               |
| Sangaste                  | Sagnitz                              | frühere Landgemeinde; Gutshof                                                   |
| Samma                     | Samm                                 | Dorf/Gutshof                                                                    |
| Palamuse                  | St. Bartholomäi                      | frühere Landgemeinde mit gleichnamigem Hauptort                                 |
| Järva-Jaani               | St. Johannis                         | Dorf; früher Hauptort der gleichnamigen Gemeinde                                |
| Koeru Maarja Magdaleena   | St. Marien-Magdalenen                | frühere Landgemeinde                                                            |
| Rannamõisa                | Strandhof; Leppesgude                | Dorf                                                                            |
| Taagepera                 | Wagenküll                            | Gutshof                                                                         |
| Valga                     | Walk                                 | Stadt in gleichnamiger Landgemeinde                                             |
| Paide                     | Weißenstein                          | Stadt in gleichnamiger Landgemeinde                                             |
| Virtsu                    | Werder                               | Dorf                                                                            |
| Varbla                    | Werpel                               | Landgemeinde                                                                    |
| Võru                      | Werro                                | Stadt in gleichnamiger Landgemeinde                                             |
| Rakvere                   | Wesenberg                            | Stadt bei gleichnamiger Burg                                                    |
| Lääne                     | Wiek                                 | Landkreis                                                                       |
| Virumaa                   | Wierland                             | früherer Landkreis Viru                                                         |
| Lääne-Virumaa             | West-Wierland                        | Landkreis                                                                       |
| Ida-Viru                  | Ost-Wierland                         | Landkreis                                                                       |
| Vormsi                    | Worms                                | Insel; schwedisch Ormsö                                                         |
| Aegna                     | Wulff                                | Insel; schwedisch Ulfsö                                                         |

## A
- Aadami / Adamshof
- Aakre / Ajaker
- Aakre / Ahagfer
- Aardla / Ardel
- Aari / Ari
- Aarna / Harnack
- Aavere / Afer
- Abja–Paluoja / Abbia-Palloja
- Abula / Abbul (?)
- Aela / Aela
- Aesoo / Aiso
- Aette / Ätte
- Agali / Agal
- Ageri / Aggers
- ahaste / Achast
- Ahekõnnu / Ahhekönno
- Ahelo / Ahhillo
- Ähijärvi / Achejärw
- Ahtme / Purro
- Ahula / Affel
- Ahunapalu / Ahhunapahl
- Aiama / Ejama
- Aiju / Taggafer
- Aimla / Aimel
- Aistra / Adscher
- Ala Hanikase / Oberwaldeck
- Alajõe / Allajöggi
- Alaküla / Allenküll
- Alatskivi / Allatzkiwi
- alavere / Allafer
- Albu / Alp
- Alekere / Allecker
- Alekvere / Allekfer
- Alliku  / Allick
- Alska / Alska
- Altja / Fischerdorf
- Altküla / Kreuz
- Altnurga / Helfenburg
- Alustre / Alstern
- Ambla / Ampel
- Ämbra / Ämbern
- Ammuta / Ammuta
- Andineeme / Andinem
- Andja / Addinal
- Anelema / Annelema
- Ängi / Enge
- Anguste / Anghusen
- Anikatsi / Annikatz
- Anikvere / Annigfer
- Anja / Annia
- Änkküla / Enge
- Anna / Sankt Annen
- Anne / Annenhof
- Annemõisa / Annenhof
- Anseküla / Anseküll
- Antsla / Anzen
- Äntu / Engdes
- Ao / Hackeweid
- Aravete / Arrawette
- Aravu / Arrawas
- Aravuse / Arawus
- Arbavere / Wirschwald
- Are / Arrohof
- Are / Kurtna
- Aresi / Arres
- Äriküla / Erküll
- Ärinu / Errinal
- Arjadi / Aroaid
- Arkna / Arknal
- Arru / Arrohof
- Aru / Arrohof
- Aruküla  / Arroküll
- Arula / Arrol
- Arumäe / Samokras
- Arumetsa / Guttmannsbach
- Arupää / Arrupäch
- Aruselja / Arrosilla
- Aruvälja / Dietrichshof
- Aruvalla / Arrowal
- Aseri / Assern
- Assamalla / Assamal
- Assu / Assoküll
- Asu / Assuma
- Asva / Aswa
- Ataste / Alexandershof
- Atla / Attel
- Atramõisa / Middendorf
- Atsalama / Atsalam
- Aualla / Hauküll
- Auaste / Wiesenau
- Audla / Audel
- Audru / Audern
- Aula / Aula
- Aulepa / Dürnschlatt
- Auvere / Ampfer
- Avanduse / Awandus
- Avinurme /  Awinorm
- Avispea / Awispäch

## B
- Boose / Bosenhof
- Borbi / Borgby

## E
- Eakla / Euküll
- Ebavere / Weissenstein
- Edise / Eddis
- Edise / Etz
- Edru / Eddro
- Eetla / Ettel
- Ehmja / Echmes
- Ehmjä / Ummern
- Eidapere / Eidaperre
- Eikla / Eikel
- Einbi / Einby
- Einmanni / Korps
- Eistvere / Eigstfer
- Eivere / Eyefer
- Eksi / Ecks
- Elistvere / Ellistfer
- Ellemaa / Elläma
- Elme / Magnushof
- Elva / Elwa
- Emari / Emmar
- Emmaste / Emmast
- Emumäe / Emmomäggi
- Endla / Endla
- Englema / Engelsburg
- Enivere / Sternberg
- Ennari / Ennar
- Ennu / Ennau
- Eoste / Ewst
- Errireda / Errides
- Ereste / Errestfer
- Erkla / Erkel
- Ermistu / Hermessee
- Erra / Erras
- Ervita / Erwitta
- Ervu / Erwo
- Esivere / Essefer
- Esivere / Schildau
- Esku / Esko
- Esna / Orisaar
- Espre / Espern
- Essu / Jess
- Esterbi / Österby
- Eti / Etti
- Etsaste / Etzast

## F
- Forby / Förby

## H
- Haabneeme / Habbinem
- Haabsaare / Haabsar
- Häädemeste / Gudmannsbach
- Haage / Haakhof
- Haamsalu / Lilienhof
- Haamse / Magnushof
- Haanja / Hahnhof
- Haaslava / Haselau
- Häätaru / Hätaro
- Haava / Hawa
- Haavakivi / Blutigenstein
- Habaja / Habbat
- Habneeme / Habbinem
- Haeska / Hasik
- Hageri / Haggers
- Hagudi / Haggud
- Haiba / Heiba
- Haili / Haehl
- Hakjala / Hakjal
- Haldi / Halthof
- Haljala / Haljall
- Haljava / Hallinap
- Hallinga / Hallick
- Halliste / Hallist
- Hälveti / Helwett
- Hammse / Hampus
- Hanikase / Waldeck
- Hanila / Hanehl
- Hanku / Hango
- Hansi / Hanshof
- Hara / Bisholm
- Hara / Harg
- Hardu / Hardo
- Hargla / Harjel
- Härgla / Herrküll
- Harjanurme / Harrianorm
- Hãrjanurme / Herjanorm
- Harju / Neudeck
- Harju Jaani / Sankt Johannis
- Harku / Hark
- Harkujärve / Harkojärw
- Harmamäe / Hermannsberg
- Hatuküla / Hattoküll
- Hauka / Falkenstein
- Havapää / Hawa
- Heimtali / Heimthal
- Heinsamaa / Eismä
- Heisari / Heissar
- Heisri / Neupigant
- Heiste / Heisten
- Helenurme / Hellenorm
- Hellamaa / Hellama
- Heltermaa / Helterma
- Hendrikumõisa / Heinrichshof
- Hertu / Hermet
- Heudo / Heidohof
- Hiie / Schönberg
- Hiiemetsa / Idemetz
- Hiienorm / Idenorm
- Hiiru / Attel
- Hiisaare / Hiessar
- Hilja / Hiljamois
- Hilleste / Tiefenhofen
- Himahelää / Himahhela
- Hinsa / Hinsen
- Hirmuste / Hirmus
- Höbeda / Hoebbet
- Hõbemäe / Höbbemäggi
- Hobesalu / Paulsruhe
- Hõbringi / Höbrin
- Holdre / Hollershof
- Holstre / Holstferhof
- Hopa / Oppekaln
- Hõreda / Hördel
- Hulja / Hulljal
- Hullo / Sankt Olai
- Humala / Hommeln
- Hummuli / Hummelshof
- Hummuli / Hummelsdorf
- Hundi / Wolfsburg
- Hurmi / Hurms
- Hütti / Hütten
- Huuksi / Assick
- Hüüru / Hüer

## I
- Ibaste / Ibast
- Idavere / Ittfer
- Iepla / Jepel
- Igaküla / Iggaküll
- Igavere / Iggafer
- Ihamaa / Ihhama
- Ihamaru / Monheim
- Ihasalu / Iggosal
- Iigaste / Igast
- Iilaste / Eilast
- Iisaku / Isaakshof
- Ikla / Ikel
- Ilistvere / Illistfer
- Illi / Illingen
- Illi / Walgositz
- Illuka / Illuck
- Ilma / Illmau
- Ilmatsalu / Ilmahzal
- Ilmjärve / Ilmjärw
- Ilple / Ilpel
- Ilumäe / Illomäggi
- Iluste / Illust
- Imastu / Mönnikorb
- Imavere / Immafer
- Imste / Imst
- Imukvere / Immofer
- Ingliste / Haehl
- Inju / Innis
- Isabella / Isabellenhof
- Isborsk  / Isenburg
- Issaku / Issako
- Ivangorod / Iwangorod
- Ivaski / Wask
- Ivaste / Iwast

## J
- Jaagupi / Sankt Jacoby
- Jaakna / Jakobsberg
- Jaama / Jamm
- Jaama / Wichtisby
- Jaamaküla / Jammaküll
- Jaani / Sankt Johannis
- Jaanika / Johannishof
- Jaanikeste / Friedholm
- Jaanusare / Johannishof
- Jaanuse / Johannhausen
- Jäärja / Saarahof
- Jääsi / Jeassen
- Jäätma / Maibach
- Jabara / Alt Isenhof
- Jädivere / Jeddefer
- Jägala / Jaggowal
- Jakobimõisa / Jakobshof
- Jalalõpe / Jallalöp
- Jalametsa / Jallametz
- Jalase / Jallas
- Jalastu / Grafenackern
- Jälevere / Jellefer
- Jälgimäe / Jelgimeggi
- Jaluse / Jallus
- Jämaja / Jammahafen
- Jamejäla / Althof
- Jända / Jendel
- Jäneda / Jenneda
- Jänjaa / Anya
- Jarise / Jarris
- Järise / Jerris
- Järlepa / Jerlep
- Järni / Jerne
- Järva Jaani / Sankt Johannissee
- Järvajõe / Jerwajöggi
- Järvakandi / Jerwakant
- Järwe / Jerwemetz
- Järwe / Jerwen
- Järweküla / Jerwküll
- Järwenpää / Jerwen
- Jaska / Jeskamois
- Jausa / Jauss
- Joala / Johachimsthal (Narwa)
- Joaoru / Johachmistal
- Jõe / Jägel
- Jõeküla / Jeglküll
- Jõelepa / Jöggilep
- Jõepera / Jäpers
- Jõepere / Jömper
- Jõesamaa / Jalgsema
- Jõese / Jesse
- Jõesuu / Jöggis
- Jõgeva / Leisholm
- Jõgeveste / Beckhof
- Jõgisoo / Jaggow
- Jõhelatme / Jagelecht
- Jõhvi / Jewe
- Jõmaiki / Jamalken
- Jõõpre / Jäpern
- Jõõri / Jöhr
- Jööru / Jöör
- Joosu / Quellenhof
- Jotme / Jotma
- Jõugi / Klein Pungern
- Jõuis / Jöggis
- Juba / Jubbe
- Juraski / Juraski
- Jüri / Sankt Jürgens
- Jüriküla / Georgsdorf
- Jürsi / Jührs
- Juuka / Juge
- Juuliku / Julick
- Juuru / Jörden

## K
- Kaadeni / Kaaden
- Kaagjärvi / Kawershof
- Kaalepi / Caulep
- Kaali / Sall
- Kaansoo / Kanzo
- Kaarepäa / Karepa
- Kaarepere / Kersel
- Kääriku / Grotthausen
- Kaarli / Karlsberg (bei Eusekull)
- Kaarli / Karlshof
- Kaarlijärve / Karlsee
- Kaarma / Oldenkirch
- Kaarma / Carmel
- Kaarmise / Karmis
- Kaarmise / Schlangenberg
- Kaasiku / Kassick
- Kaatsi / Katzenberg
- Kaavi / Kawi
- Kaavu / Kawershof
- Kabala / Kappel
- Käbbaküla / Kebbeldorf
- Käbbamõisa / Kebbelhof
- Kabeli / Kappelhof
- Kaberla / Kapperl
- Kaberneeme / Kabberneem
- Kabili / Neubornhusen
- Kabina / Cabbina
- Käbla / Kebbel
- Kabli / Kabliküll
- Käburi / Heimandra
- Kadaja / Lutzhof
- Kaderna / Kadern
- Kadrina / Sankt Katharinen
- Kadrina  / Sankt Catharinen
- Kadriorg / Catharinenthal
- Kädva / Kedenpäh
- Kaelase / Kailes
- Käesalu / Käggesal
- Kaeva / Kaewa
- Kaevati / Kaiwando
- Kahala / Kahhal
- Kahtla / Kachtla
- Kahutsi / Kachutz
- Kähva / Kächwa
- Kaiavere / Kaiafer
- Käina / Keinis
- Käina / Keimis
- Kaisma / Kaisma
- Kaiu / Kay
- Kakumäe / Kakkomäggi
- Kakumetsa / Kakkometz
- Kalina / Kallina
- Kalita / Idwen
- Kalitsa / Kallitz
- Kalju / Gross Kaljo
- Kalju / Köln
- Kallaste / Krasnogor
- Kallavere / Makalafer
- Kalle / Kalle
- Kallemäe / Kallemäggi
- Kallemäe / Wexholm
- Kallemäe / Kellamäggi (Dorpat)
- Kalli / Kalliküll
- Kalli / Kall
- Kallukse / Kallucks
- Kalme / Kalmen
- Kalme / Kelmet
- Kalvi / Pöddes
- Kambi / Campen
- Kambja / Gross und Klein Kamby
- Kammeri / Dückershof
- Kanaküla / Wolli
- Kanama / Kannama
- Kandile / Cantel
- Kandla / Kandel
- Kanepi / Kannapäh
- Kangiste / Kangst
- Kangru / Kostanzenhof
- Kangruselja / Kangern
- Kanissaare / Kanissar
- Kannu / Kannhof
- Kannuküla / Kannaküll
- Kantsi / Ganzenhof
- Kapi / Kappimois
- Kapu / Kappo
- Karala / Karral
- Karaski / Karrasky
- Käravere / Kerrefer
- Käravete / Kaarewet
- Kärbla / Kerwel
- Kärdla / Kertel
- Kärevere / Kärrefer
- Kärevere / Kerrefer
- Kargi / Kagrimois
- Kargi / Karky
- Kärgla / Kergel
- Karida / Karridahl
- Karijärve / Karriherf
- Karinu / Kardina
- Karinu / Karrinöm
- Kariste / Karrishof
- Karitsa / Karritz
- Karja / Karris
- Karja  / Karrishof
- Kärkna / Falkenau
- Karksi / Karkus
- Kärksi / Kersel
- Karksi Nuja / Karkusgut
- Kärmu / Kermo
- Karoli / Karolinenhof
- Karala / Karral
- Karste / Karstimois
- Kärstna / Kerstenhof
- Käru / Kersel
- Karula / Karolenbach
- Karula / Karrol
- Karulope / Karlsbach
- Karuse / Kerrus
- Kasemetsa / Kassemetz
- Kasepää / Kasepe
- Kaserahu / Birkenruh
- Kasiratta / Kasseratt
- Kasispea / Monkswiek
- Käsmu / Kasperwiek
- Kassari / Kassargen
- Kassinurme / Cassinorm
- Kasti / Kasty
- Kastna / Kastna
- Kastolatsi / Kastolatz
- Kastre / Caster
- Katase / Katas
- Kauksi / Kaucks
- Kaunispe / Kaunispaeh
- Kaunissaare / Kaunissar
- Kautjala / Ottenberg
- Kava / Kawa
- Kavasoo / Kawasu
- Kavastu / Werbach
- Keblaste / Keblas
- Keedika / Kedick
- Keelitse / Keelitz
- Keeni / Köhnhof
- Kehila / Kechtel
- Kehra / Kedder
- Kehtna / Kedenpäh
- Keibu / Keiba
- Keila / Kegel
- Keila Joe / Kegelbach
- Kelba / Kelbs
- Kellassaare / Kellassar
- Kelpu / Kelp
- Kelu / Kehl
- Kergu / Kerkau
- Kermo / Kattentak
- Kernu / Kirna
- Kersleti / Kernschlatten
- Keskküla / Kesküll
- Keskvere / Keskfer
- Kestla / Kestel
- Ketneri / Kettnershof
- Kibona / Kibona
- Kiddaste / Kiddast
- Kidise / Kiddis
- Kiduspe / Kidduspäch
- Kigatsi / Kuikatz
- Kihelkonna / Kielkond
- Kihlevere / Kichlefer
- Kihnu / Kinö
- Kiidema / Kidemetz
- Kiideva / Kiwidepäh
- Kiidjärve / Kidijerw
- Kiikla / Kiekel
- Kiisa / Sankt Benedikt
- Kiiti / Kitti
- Kiiu / Kida
- Kika / Paulenhof
- Kikepera / Kickeperre
- Kildemaa / Kildema
- Kildu / Goldberg
- Kilingi / Kurkund
- Kilksamma / Kilksama
- Killinge / Killing
- Kiltsi / Ass bei Sankt Marien
- Kingissepa / Arensburg
- Kingli / Müllershof
- Kipi / Hoheneichen
- Kiraste / Kirast
- Kirbla / Kirrefer
- Kirdalu / Kirdal
- Kirepi / Kirrepäh
- Kirikküla / Kirchsdorf
- Kirikumõisa / Kirchshof
- Kirikuvalla / Kirchheim
- Kirimäe / Kirrimäggi
- Kirisaare / Kirrisaar
- Kirna / Kirna
- Kite / Neuenhof
- Kivi Vigala / Stein-Fickel
- Kivijärve / Kibbijerw
- Kivijärve / Kiwijerw
- Kiviküla / Kiwiküll
- Kiviõli / Wierland – Neu Isenhof
- Klooga / Lodensee
- Kloostri / Klosterhof
- Kodasema / Koddasem
- Kodasoo / Kotzum
- Kodavere / Koddafer
- Kodila / Koddil
- Ködjärve / Gothensee
- Koeru / Kerro
- Kogla Aedlinn / Seeburg
- Kogula / Koggul
- Koguva / Kogguwa
- Kohala / Tolks
- Kohatu / Parjenthal
- Kohatu / Kohhat
- Kohila / Kappa-Koil
- Kohtla / Kochtel
- Koigi / Hermannshof
- Koigi / Koick
- Kõiguste / Koigust
- Koikküla / Adsel
- Koikla / Koiküll
- Koila / Altenburg
- Koila / Koil
- Kõima / Kaima
- Koimla / Koimel
- Koinastu / Keinast
- Koitjärva / Koitjerw
- Koivastu / Koiwast
- Kõjala / Kängern
- Koki / Kokenhof
- Kokora / Kockorau
- Koksvere / Koksfer
- Koldamäe / Koldamäggi
- Kolga / Kolk
- Kolga Jaani / Klein Sankt Johannis
- Kolga Kõpu / Klein – Köppo
- Kolgaküla / Kolgaküll
- Kolingi / Kalange
- Kõljala / Cölljall
- Kolkja / Kolk
- Koltsu / Koltz
- Kolu / Kolloburg
- Kolu / Heinrichshof
- Koluvere / Lohde
- Kongota / Kunigundsburg
- Konju / Kranneröck
- Konksi / Konksen
- Kõnnu / Köndes (Tõdva)
- Kõnnu / Könno
- Kõnnu / Könda
- Kõnu / Condo
- Konuvere / Konofer
- Kõõ / Wolmarshof
- Koogi / Kook
- Koogi / Koksfer
- Koonga / Kokenkau
- Koonu / Kono
- Kooraste / Korast
- Koosa / Kosse
- Kopli / Ziegelskoppel
- Koppelmaa / Koppelmann
- Kõpu / Keppo
- Korba / Korba
- Kõrgepalu / Hohenheide
- Korgessaare / Hohenholm
- Korkküla / Korküll
- Kõrkvere / Kerkfer
- Kõrtsi – Tõramäe / Körtz – Törramäggi
- Kõruse / Kerras
- Korva / Korwenhof
- Kõrve / Körwentack
- Kõrvemetsa / Körwemetz
- Kõrveveski / Körwe
- Kose – Uuemõisa / Sankt Brigitten
- Kose / Kosch
- Koseveski / Koscheweski
- Kossaste / Kossast
- Kostivere / Kostifer
- Kotelnika / Meddabach
- Kohtla Järve / Kuckers
- Koti / Kotz
- Kotka / Adlersberg
- Kotlandi / Gottland
- Kotli / Kotel
- Krabi / Schönanagern
- Kriimani / Brinkenhof
- Krootuse / Kollitz
- Krüüdneri / Krüdenershof
- Kruuta / Kreutzhof
- Kuda / Kuda
- Kudaniküla / Gutanä
- Küdema / Mustelham
- Kudina / Kudding
- Kudjape / Kudjapäh
- Kudriküla / Kutterküll
- Kuhja / Kuchja
- Kuie / Kui
- Kuigatsi / Kuikatz, (ab 1803) Löwenhof
- Kuijõe / Birkenbach
- Kuimetsa / Kuimetz
- Kuivastu / Kuiwast
- Kukevere / Kuckofer
- Kukka / Tiefenhofen
- Kukruse / Kuckers
- Kuksema / Jürgensberg
- Kukulina / Kuckulin
- Kuldre / Kuldern
- Kulina / Kullina
- Külitse / Küllitz
- Kulje / Kulde
- Kullaaru / Kullaarro
- Kullamaa / Goldenbeck
- Kullametsa / Goldenwald
- Kullenga / Kullenga
- Kullimaa / Kullina
- Kumna / Kumna
- Kunda / Kundahafen
- Kungla / Kungel
- Kunila / Kunnilep
- Kuninga / Könighof
- Kuningaküla / Königsdorf
- Kuningvere / Königsberg
- Kupna / Kupnal
- Kuralase / Hundsort
- Kuralase / Hundwa
- Kuremaa / Jensel
- Kuremäe / Kloster – Püchtitz
- Kurepalu / Kurrepahl
- Kuressaare / Arensburg
- Kurevere / Berg
- Kurge / Kurküll
- Kurina / Kurina
- Kuriso / Kurrisal
- Kurista / Kurrista
- Kurisu / Kurriso
- Kurkse / Kurks
- Kurkuse / Kuckers
- Kurla / Kurl
- Kurnal / Cournal
- Kurresaare / Kurresaar
- Kursi / Talkhof
- Kurtna / Kurtna
- Kuru / Kurro
- Küti / Kurküll (Wierland)
- Kuusalu / Kusal
- Kuusiku / Saage
- Kuusna / Kusna
- Kuusnömme / Kusnöm
- Kvablu / Kwablo
- Kvistentali / Quistenthal

## L
- Laabi / Laab
- Laadi / Laad
- Laadjala / Ladjal
- Laadla / Laatel
- Laagna / Lagena
- Laagri / Lagers
- Laane / Lahnhof
- Laanemetsa / Lannemetz
- Lääneotsa / Gross-Wrangel
- Lääniste / Länist
- Läänitsa / Lanitzkrug
- Laastu / Lasto
- Laati / Wichmannshof
- Laatre / Fölcks
- Laekannu / Laggekanno
- Laekvere / Ladigfer
- Laeva / Laiwa
- Lagedi / Laakt
- Lahavere / Lachafer
- Lahe / Kasper
- Lahetu / Lehhet
- Lahmja / Lachmes
- Lahmuse / Lachmes
- Lahoküla / Lechoküll
- Lahontäe / Lahontagge
- Laiksaare / Laiksaar
- Laiküla / Layküll
- Laimetsa / Laimetz
- Laitse / Laitz
- Laiuse / Lais
- Lajmjala / Laimjal
- Lajusevälja / Laiswold
- Lalli / Lahl
- Lalsi / Lalsen
- Lambasoo / Sägemühle
- Lammasküla / Lammasküll
- Lanemetsa / Holm in Runö
- Langa / Langentsein
- Langerma / Langerma
- Lanksaare / Langsaar
- Lante / Landt
- Lapetukme / Lappetukma
- Lasila / Lassila
- Lasinurme / Lasenorm
- Läsna / Läsna
- Lassi / Lassi
- Lasva / Eichhof
- Lau / Laus
- Laugu / Laugo
- Laugu / Laugota
- Lauguta / Laukota
- Lauka / Lauck
- Laukna / Laukna
- Laukna / Fersenau
- Laulasmaa / Laulasma
- Laupa / Laupa
- Lauri / Nurstenhof
- Lautna / Lautel
- Lavassaare / Lawassaar
- Lavry (Lõuni) / Laura
- Leebiku / Abenkatt
- Leedi / Ledis
- Leediküla / Lediküll
- Leedri / Ledfer
- Leetse / Leetz
- Leetsi / Ficht
- Leevi / Löweküll
- Lehetu / Lohde
- Lehmja / Rosenhagen
- Lehtmetsa / Lechtmetz
- Lehtse / Lechts
- Lehtsoo / Soletz
- Lehu / Lechoküll
- Leie / Leie
- Leila / Leile
- Lein / Flen
- Leipste / Leipsten
- Leisi / Laisberg
- Lela / Lela
- Lellapere / Lellefer
- Lelle / Lelle
- Lelu / Lello
- Lembevere / Lembefer
- Lemsi / Klein-Kinö
- Lepa / Leppaspäh
- Lepa / Leppa
- Lepassaare / Leppassaar
- Lepiku / Ellerode
- Leppneeme / Leppnem
- Lesdiküla / Lesdiküll
- Letipea / Lettipäh
- Leva / Lewwa
- Levala / Lewall
- Levala / Raiel
- Libatse / Wildenau
- Lihula / Leal
- Lihuveski / Lihhoweski
- Liigvalla / Löwenwolde
- Liikva / Likwa
- Liimala / Lümala
- Liinemõisa / Helenenhof
- Liispõllu / Lispel
- Liiva / Liwa
- Liiva / Kirchdorf
- Liivi / Parmel
- Liivi / Neu-Parmel
- Lilastvere / Lilastfer
- Lilleanne / Annenhof
- Lilli / Lilli
- Lilli / Heiner
- Limu / Lumme
- Linaküla / Gross-Kinö
- Lindi / Woldenhof
- Linna / Grafenhaus
- Linnaka / Bellingshausen
- Linnaluste / Kronstadt
- Linnamäe / Hohenheim
- Linnamäe / Landsberg
- Linnape / Linnapäh
- Linnuse / Arromois
- Linte / Tossikatz
- Lipa / Lippen
- Lipametsa / Waldhof
- Litsmetsa / Litzmetz
- Lituvere / Lutterberg
- Liu / Liu
- Lobi / Loppenem
- Lode / Lodensee
- Lodja / Heiligenkreuz
- Lodu / Loop
- Löhavere / Lehowa
- Lohu / Loal
- Lohusalu / Lohhosal
- Lohusuu / Lohse
- Loja / Loja
- Loko / Lock
- Loksa / Laxa
- Loksaküla / Laxaküll
- Lokuta / Teknal
- Lokuta / Lochota
- Lömala / Lemalsnäse
- Lombi / Lombs
- Londi / Landsberg
- Lontova / Blücher
- Loo / Neuenhof
- Loobu / Loop
- Loodi / Kersel
- Loogamäe / Loggamäggi
- Loona / Clausholm
- Loona / Kadwell
- Loopre / Loper
- Lööra / Lehra
- Loosi / Lobenstein
- Lootvina / Lothwen
- Lõpe / Löpp
- Lossimäe / Schlossberg
- Lota / Charlottenthal
- Lõumaküla / Obernargen
- Lõupõllu / Sankt Leo
- Lõve / Löwel
- Lubja / Kalkofen
- Lucca / Lucca
- Lüganhuse / Luggenhusen
- Luhamaa / Luchama
- Luhtamäe / Luchtamäggi
- Luidja / Luidja
- Luige / Lüggen
- Luiste / Luist
- Luke / Lugden
- Lüllemäe / Lüllemäggi
- Lümanda / Lümmada
- Lümati / Limmat
- Lümatu / Limmat
- Lusti / Lusthof
- Lustivere / Lustfer
- Lutsu / Lutzhof
- Luua / Ludenhof
- Luulupe / Lulupäh
- Luunja / Lunja
- Luusika / Lusik
- Lüüste / Ligust
- Luutsniku / Lutznick

## M
- Määgu / Hohenheim
- Määntse / Mense
- Maardu / Udiküll
- Maardu / Marderich
- Määri / Meyris
- Maaritsa / Rewold
- Maarja / St. Marien-Magdalenen
- Maarja Magdalena / Marien Magdalenen
- Maasi / Masick
- Maaska / Maaska
- Mädapea / Mettapäh
- Madise / Sankt Matthäi
- Mäe / Mähhof
- Mäe / Marienhof
- Mäebe / Olbrück
- Mäeküla / Mehheküll
- Mäemõisa / Berghof
- Mäemõisa / Grotenhof
- Mäemõisa / Mudda
- Maeru / Meyershof
- Mäesaare / Almenau
- Maetaguse / Mehntack
- Mägede / Mägedden
- Mäggise / Mäggis
- Mägiotsa / Katherinenhof
- Mägipe / Mäggipae
- Mägiste / Mäggiste
- Mähma / Mächma
- Mahtra / Machters
- Mahu / Maholmhafen
- Mahuküla / Maholm
- Maidla / Wredenhagen
- Maidla / Tockumbeck
- Maidla / Maydel (Wesenberg)
- Maidla / Wrangelstein (Luganuse)
- Majaka / Menning
- Maldaari / Mälderbach
- Mälivere / Mällifer
- Malla / Mall
- Mallavere / Mallafer
- Mällikvere / Melligfer
- Maltsa / Gr. und Kl. Maltz
- Mammaste / Mühlenhof
- Mänaste / Menaste
- Manja / Manja
- Männama / Mönnama
- Mannare / Jungberg
- Manniku / Mennick
- Manniva / Wiek
- Mänspää / Mönspäh
- Mäo / Mexhof
- Maramaa / Marrama
- Märdi / Sankt Leonardi
- Märjamaa / Marienland; Merjama
- Marjamäe / Marienberg
- Märjandi / Marienkirch
- Marka / Marchburg
- Marksi / Marxhof
- Martna / Sankt Martens
- Maru / Marro
- Massu / Massau
- Mastra / Machters
- Matsalu / Matzal
- Matsanurga / Waldegg
- Matsima / Mazma
- Meedla / Reimannsbach
- Meeksi/Meckshof
- Meeksi/Mecks
- Meelaune / Melaido
- Mēeri / Helmersen
- Mehikoorma / Mehhikorm
- Mejuste / Sonnenburg
- Meleski / Melesky
- Mereäärse / Jago
- Meremõisa / Mehrhof
- Meriküla / Merreküll
- Merise / Meiris
- Metsa / Metz
- Metsakivi / Wallenstein
- Metsalauka / Friedholz
- Metsamõisa / Karlsbrunn
- Metsataga / Metztacken
- Metsavere / Waldenberg
- Metsiku / Metzickus
- Metsküla / Metzküll
- Metsla / Metzel
- Mihkli / Sankt Michaelis
- Miiaste / Migast
- Miila / Müllerhof
- Misso / Petrikloster
- Mjanspe / Mönspäh
- Mödriku / Mödders
- Mõgu / Moik
- Mois / Muddis
- Mõisaaseme / Krusenstern
- Mõisaküla / Moisaküll
- Mõisamaa / Moisama
- Moksi / Mocks
- Moku / Nocken
- Möllatsi / Uhlfeld
- Molutu / Mulluth
- Mõniste / Mentzen
- Mõniste / Schloss Mentzen
- Mõnnuste / Mönnust
- Moonaste / Menst
- Moora / Mohrenhof
- Moori / Moordorf
- Mooste / Moisekatz
- Möra / Morra
- Morna / Morne
- Möröküla / Merreküll
- Mosaküla / Moisaküll
- Mõtsu / Metzeboe
- Muda / Mudda
- Mudaste / Muddist
- Mügra / Bellevue
- Muhu / Moon
- Mui / Mämois
- Mulgi / Mulgs
- Munalaskme / Munnalas
- Mura / Friedrichsberg
- Muraja / Murajo
- Muraka / Murrake
- Muraste / Morras
- Murati / Kuklasen
- Muratsi / Murratz
- Murro / Murro
- Mustahamba / Hersenburg
- Mustajõe / Schwarzenbach
- Mustamäe / Hohenhaupt
- Mustapali / Mustapahl
- Mustavere / Schwarzenberg
- Mustja / Mustel
- Mustjala / Mustel
- Mustla / Mustlanöm
- Mustla  / Emustel
- Mustvee / Tschorna
- Muuga / Münkenhof
- Muurga / Maggar
- Müüriku / Marienhof
- Müüsleri / Seinigall

## N
- Nabala / Nappel
- Nadalama / Naddalama
- Naha / Nahha
- Nahala / Nahhal
- Naistevalla / Frauenheim
- Nartseküla / Nartzeküll
- Narva Jõsuu / Hungerberg
- Narva Veehoidla / Kränholm
- Nasja / Nassja
- Nãssuma / Rössel
- Nasva / Naswa
- Natturi / Köbeln
- Nauksi / Naukschen
- Nautsi / Nautsen
- Navesti / Nawast
- Navi / Nawe
- Nedrema / Nederma
- Neemi / Holmhof
- Neemisküla / Seeholm
- Neeruti / Buxhöwden
- Neeruti / Megel
- Nehatu / Nehhat
- Nigula / Sankt Nikolai
- Nigula / Pönal Sankt Nikolai
- Nihojärve / Nihhojerw
- Niiby / Nyby
- Niidu / Niethof
- Niinjä / Niens
- Niitvälja / Eschenrode
- Nina / Noss am Peipussee
- Ninase / Ninnast
- Nissi / Nissi
- Nõgiaru / Uddern
- Nohipalu / Nohhepahl
- Nõlva / Nelwa
- Nõmavere / Nemafer
- Nõmba / Nönpa, Hochnempa
- Nömme / Nömmeburg (Parnu)
- Nömme / Nömmeküll
- Nömme / Nömme
- Nömmeküla / Nimmeküll
- Nõmmeri / Nemmer
- Nömmitsa / Nömmitz
- Nömpere / Waldeck
- Nõnova / Nodas
- Nõo / Nüggen
- Norby / Nordby
- Norra / Kaltenborn
- Nõuni / Newens
- Nõva / Newe
- Nuia /  Nuja
- Nupli / Knippelshof
- Nurga / Eck
- Nurkse / Eckenstein
- Nurmetu / Normet
- Nurmsi / Nurms
- Nursi / Nursie
- Nurste / Nursten
- Nutu / Nutz
- Nuukö / Nuckö

## O
- Oara / Himmelfahrt
- Odalätsi / Oddalätz
- Odavere / Odafer
- Odulemma / Oddolemm
- Ohakuvere / Ahagfer
- Ohekatku / Odenwald
- Ohepalu / Ohepallo
- Ohtja / Ochtjas
- Ohtla / Ochtel
- Ohtu / Wocht
- Oidrema / Oidenorm
- Õismäe / Habers
- Oiste / Pawast
- Õisu / Euseküll
- Oisu / Oiso
- Oitme / Hindo
- Ojataguse / Ojentacken
- Oksa / Ökseln
- Olesnitsa / Allojöggi
- Olgina / Olgina
- Ollepa / Ollepäh
- Olustvere / Ollustfer
- Omedu / Ommedo
- Omuti / Omut
- Õngu / Engo
- Ontika / Ontika
- Oola / Ole
- Ooli / Oli
- Oomiste / Mühlenhof
- Oonurme / Onorm
- Öötla / Öthel
- Orajõe / Orrenhof
- Oraniku / Orranik
- Orava / Waldeck
- Orgita / Rosenthal
- Orgmetsa / Orgmetz
- Oriküla / Orriküll
- Orina / Orgena
- Orinõmme / Orinöm
- Orissaare / Orrisaar
- Orjaku / Orjack
- Oru /  Erro
- Oru / Orrenhof
- Osmussaar / Odinsholm
- Ostse / Hohenholm
- Oteküla / Ottensdorf
- Otepää / Odenpäh
- Oti / Weja
- Oti / Peudehof
- Oti / Schloss Baer
- Otiküla / Ottenküll
- Otsa / Otza
- Oulepa / Erlenfeld
- Õvanurme / Öwanorm
- Övi / Öwe

## P
- Paadenurme / Padenorm
- Pääsküla / Päsküll
- Pääsna / Pässen
- Paasvere / Pastfer
- Paatsa / Paatz
- Pada / Paddas
- Pada / Padagas
- Pädaste / Peddast
- Padis / Padiskloster
- Pae / Pöfer
- Paevere / Padel
- Pagari / Paggar
- Pagasi / Paggas
- Pahapili / Pachapill
- Pahtapää / Pachtapäh
- Paide / Weissenstein
- Päidla / Samhof
- Paikuse / Johannsburg
- Paimre / Peamer
- Painurme / Wahlhof
- Paistu / Paistel
- Pajaka / Pajack
- Paju / Grosshof
- Pajupea / Neumark
- Pajusti / Pajuste
- Pakri / Ragö
- Pala / Palla
- Pala / Pallal
- Palamulla / Pallamald
- Palamuse / Sankt Bartholomäi
- Palase / Pallas
- Paldiski / Baltischport
- Palivere / Pallifer
- Paljuküla / Palljuküll
- Pallasmaa  / Pallasma
- Pallaste / Pallast
- Palli / Perl
- Palmse / Pahlenstein
- Pältre / Peltern
- Palu / Pallo
- Paluküla / Palloküll
- Palupera / Palloper
- Palutaja / Freitagshof
- Pamma / Herrenhof
- Pammana / Pammerort
- Panga / Pank
- Pangodi / Spankau
- Paopää / Paopae
- Paope / Paope
- Parasmetsa / Parrasmetz
- Pari / Dumpershagen
- Päri / Ninigal
- Parila / Pargel
- Pärispea / Perispe
- Parksepa / Parksepp
- Parmupalu / Parmupahl
- Pärnu – Jaagubi / Sankt Jacobi
- Pärsti / Perst
- Partsi / Parzimois
- Päslepä / Paschlep
- Patika / Pattik
- Patküla / Owerlack
- Pats / Patz
- Paunküla / Paunküll
- Pausi / Pajus
- Pedase / Peddas
- Pedaspää / Pedaspe
- Pedassaare / Peddasaar
- Pedja / Pedja
- Peetri / Peterhof
- Peetri / Sankt Petri
- Peetrimõisa / Petershof
- Pehka / Semmsbeck
- Pendi / Pendi
- Peningi / Penningby
- Penuja / Penneküll
- Perajärve / Tonsee
- Peraküla / Peräküll
- Pere / Perifer
- Perevoloka / Perewolok
- Perila / Pergel
- Petruse / Peters
- Petseri / Petschur
- Pidula / Piddul
- Pihlaspea / Pichlaspäh
- Pihnurme / Pegnorm
- Pihnurme / Pignorum
- Pihtla / Pichtenthal
- Piibumäe / Tellerhof
- Piila / Pihla
- Piilsi / Pilsen
- Piirissaar / Porka
- Piirsalu / Piersal
- Pikajärve / Langensee
- Pikaküla / Langendorf
- Pikareinu / Sankt Domenikus
- Pikasilla / Langebrücke
- Pikavere / Pickafer
- Pikavere / Piekafer
- Pikevere / Langenberg
- Pikkjärve / Pickjerw
- Pikva / Pickwa
- Pilguse / Hoheneichen
- Pilka / Pilken
- Pilka / Pilken
- Pilpaküla / Pilpaküll
- Pilu / Wolkenstein
- Pindi / Bentenhof
- Pirita / Sankt Brigitten
- Plaani / Plan
- Poanse / Genss
- Põdrangu / Pöddrang
- Põhara / Christburg
- Põhara / Raja
- Pohjaküla / Unternargen
- Põide / Peude
- Poka / Pock
- Põlde / Hohenfelden
- Pilistvere / Pillistfer
- Põlküla / Pöllküll
- Põlli / Pöllküll
- Polli / Poll
- Põltsamaa / Oberpahlen
- Põlva / Pölwe
- Ponalu / Ponal
- Pöögle / Böcklershof
- Poole / Pool
- Pööra / Winkenburg
- Pööravere / Pörrafer
- Pootsi / Podis
- Pootsi / Podis
- Pootsiku / Potzik
- Põrgu / Starkenberg
- Pornuse / Neubornhusen
- Pornuse/Altbornhusen
- Porsa / Fersen
- Potsena / Potzen
- Praaga / Embach
- Prääma / Bremerfeld
- Praksi / Praksen
- Prangli / Grosswrangel
- Preedi / Wredensitz
- Pringi / Brinkenhof
- Pudisoo / Puddiso
- Pühajärwe / Heiligensee
- Pühajõe / Pühhajöggi
- Pühaste / Pühhast
- Pühatu / Püchtitz
- Pühi / Heiligenberg
- Puhja / Kawelecht
- Puhraleiva / Sebastiansberg
- Puise / Puis
- Pujatu / Pujat
- Puka / Bockenhof
- Punaküla / Sillawal
- Punamaa / Punnama
- Purka / Purga
- Purkla / Purgel
- Purksi / Schottanesburg
- Purtse / Purtz
- Puru / Purring
- Püssi / Issen
- Püünsi / Eilsberg
- Puurmani / Schlossburg
- Puurmani / Talkhof
- Puusepa / Alexandershof

## R
- Raadi / Ratshof
- Raadiku / Radiko
- Räägu / Rego
- Rääküla / Raeküla
- Raamatu / Ramathen
- Raanitsa / Neuhof
- Raasiku / Rasik
- Raavitse / Raawitz
- Rabivere / Rabbifer
- Rae / Johannishof
- Rägavere / Räggefer
- Rahkla / Rachküll
- Rahula / Rahhola
- Rahumäe / Friedrichsheim
- Raja / Raescha
- Raikküla / Raiküll
- Raka / Rakamois
- Rakke / Rakkehof
- Rakvere / Wesenberg
- Ralbi / Raldby
- Rame / Ramm
- Ramma / Ramma
- Rammuka / Rammuk
- Ramsi / Rams
- Rändivälja / Rennewold
- Randküla / Randküll
- Randvere / Randfer
- Räni / Renningshof
- Ranna / Rabenstein
- Ranna / Tellerhof
- Rannajõe / Rannajöggi
- Rannamois / Vogelsang
- Rannamõisa / Fischmeister
- Rannamõisa / Strandhof
- Rannapungerja / Rannapungern
- Rannoküla / Rannaküll
- Rannu / Randen
- Rannu / Randenburg
- Rantsila / Frantsila
- Räpina / Rappin
- Rapla / Rappel
- Räpo / Reppo
- Rasina / Rasten
- Räsna / Resna
- Ratla / Rattel
- Rätla / Rettel
- Raudla / Raudel
- Raudslepa / Raudslep
- Rauhoru / Friedenthal
- Raukla / Raukel
- Rausa / Rausse
- Rausvere / Raustfer
- Rava / Rawaküll
- Ravassaare / Rawasaar
- Ravila / Mecks
- Reastvere / Restfer
- Rebala / Real
- Rebase / Rebsberg
- Rebasemõisa / Schlossberg
- Reegoldi / Weibstfer
- Reigi / Roicks
- Reihenau / Reichenau
- Reina / Saltack
- Reinu / Forsterei
- Reiu / Reidenhof
- Remniku / Woggana
- Reo / Reo
- Reola / Rewold
- Reola / Uchten
- Reonda / Heydenfeld
- Repniku / Repnik
- Restu / Restfer
- Restu / Rösthof
- Ridala / Röthelbeck
- Riguldi / Rickholtz
- Rihila / Blücher
- Riidaja / Morsel
- Riidamäe / Riddamäggi
- Riigi / Wasahof
- Riisipere / Riesenberg
- Riistna / Kristna
- Riitsaare / Rietsaar
- Riksu / Riksau
- Rimmi / Reile
- Rinda / Angermünde
- Rinsi / Grabbenhof
- Ripuka / Rippoka
- Risti / Kreuz
- Ristiküla / Ristiküll
- Röa / Röal
- Roela / Ruil
- Röhu / Rähho
- Rohu / Rocht
- Rohuküla / Hestholm
- Rohuneeme / Rohhonemm
- Roju / Rojel
- Römö / Röm
- Rõngu / Ringen
- Roobaka / Ropacka
- Roobe / Ropenhof
- Roodevälja / Rodewal
- Rooküla / Rohoküll
- Rooküla / Rooküll
- Röösa / Rösarshof
- Rooslepa / Roslep
- Roosna / Rosenhof
- Roosna Alliku / Rosenthal
- Rootsiküla / Rotziküll
- Roovere / Pinkenhof
- Ropka / Ropkoi
- Rõstla / Röstel
- Rostoja / Rostoja
- Roue / Rouwemois
- Rõuge / Rauge
- Rõuma / Röa
- Rõusa / Karlshof
- Rüdaku / Riddaka
- Ruhja / Rujen
- Ruhnu / Runö
- Rulli / Rull
- Rumba / Rummbach
- Rummu / Rumm
- Russalu / Russal
- Rutavere / Ruttafer
- Rutikvere / Ruttigfer
- Ruu / Ruh
- Ruusmäe / Rosenberg
- Rüütli / Knechtsburg

## S
- Saadjärve / Sadjerw
- Saaluse / Salishof
- Saare / Lückholm
- Saare / Saarde
- Saare / Saaremois (Tervaste)
- Saare / Sarreküll
- Sääre / Zerel
- Saare 2 / Holmhof (Osel)
- Sääreküla / Sarroküll
- Saari / Saarhof
- Saarjärve / Saarjerw
- Saarnakõrve / Sarnakorb
- Sääsküla / Säsküll
- Saastna / Sastama
- Saate / Saaten
- Sadrametsa / Sodrametz
- Saduküla / Saddoküll
- Sagadi / Saggad
- Saha / Saage
- Sahrsema / Sarlemes
- Saia / Saia
- Saiakopli / Neuhof
- Saka / Sackhof
- Sakla / Sackla
- Saksaküla / Deutschdorf
- Saksbi / Saxby
- Saku / Sack
- Salajõe / Sallajöggi
- Salevere / Sallefer
- Salia / Eckenholm
- Salinõmme / Sallinömm
- Salla / Sall
- Sälliku / Sällick
- Salu 2 / Sall
- Salutaguse / Sallentack
- Sämi / Sembach
- Sandla / Sandel
- Sandra / Upsi an der Sillau
- Sangaste / Sagnitz
- Sangla / Sangla
- Sänna / Sennen
- Särevere / Serrefer
- Sargvere / Sarkfer
- Sarnaki / Sarnak
- Sarrakuste / Sarrakus
- Saru / Saara
- Sassukvere / Sassofer
- Satsu / Satzo
- Sauaru / Rösarhof
- Sauaru / Sal
- Saue / Friedrichshof 1
- Sauga / Jöametz
- Sauga / Sauck
- Saulepa / Saulep
- Saumetsa / Saumetz
- Saunjä / Saunia
- Sause / Sauss 1
- Sauste / Sausst
- Sauvere / Saufer
- Saverna / Sawwern
- Savi / Sawi
- Sederbi / Söderby
- Segase / Segas
- Seidla / Seydel
- Seira / Seyer
- Seliküla / Sellenküll
- Selja 1,2,3,4,5 / Selgs
- Seljaküla / Sellenküll
- Seljametsa / Selgametz
- Seljandi / Selli, Sellie
- Senno / Sennau
- Siberi / Siegberg
- Sigaro / Sigar
- Sigaste / Siggast
- Sihva / Dietrichsberg
- Siiksaare / Sixar
- Sikeldi / Sieklecht
- Sili / Silli
- Silla 1,2 / Silla
- Sillamae / Fürsel
- Sillamäe / Sillamäggi
- Silmsi / Silms
- Simmuli / Simmel
- Simuna / Sankt Simonis
- Sinalepa / Sinnalep
- Sindi / Zintenhof
- Sinima / Sinnima
- Sipa / Sipp
- Sipe / Sippe
- Sirgu / Sirgo
- Sirgumetsa / Sirgumetz
- Sirti / Siretz, Sirenetz
- Sirvaste / Sirwast
- Skvoritsa / Skworitz
- Soeküla / Embeck
- Soitsjärve / Sadjerw
- Soitsjärve / Soitzjerw
- Solda / Waldeck
- Sõmera / Semmershof
- Sõmerpalu / Sommerpahlen
- Sõmeru / Sommerhof
- Sõmeru 2 / Neusommerhusen
- Sompa / Sompäh
- Sonda / Sonda
- Sonni / Sonni
- Soodama / Sodama
- Soodla / Sodel
- Sooküla / Swoküll
- Soometsa / Swometz
- Soomevere / Sommefer
- Sooniste / Soinitz
- Soonlepa / Sonlep
- Soontaga / Sontack
- Soonurme / Sonorm
- Söörike / Sörick
- Sooru / Soorhof, Soor
- Soosaare / Soosaar
- Soosalu / Sosal
- Sootaga / Sotaga
- Söreste / Serrist
- Söru / Serro
- Sõru 1,2 / Serro
- Sötka / Korff
- Sötke / Sötküll 1,2
- Spithamu / Spithamn
- Sudaste / Suddast
- Suigu / Suick
- Suislepa / Suislep
- Suislepa / Suislep
- Sulustvere / Jungfernhof
- Sündepää / Sündepah
- Sürgavere / Surgefer
- Sürgavere / Surgfer
- Surju / Surry
- Suru / Surro
- Sutlema / Sutlem
- Sutlepa / Sutlep
- Suur Pakri / Rogoe
- Suur Soldina / Gross Soldina
- Suure Jaani / Gross Sankt Johann
- Suure Kalkja = Gross Kolk
- Suure Kongota / Gross Sankt Kunigund
- Suure Kõpu / Gross Köppo
- Suure Lähtru / Gr. Nachtigall
- Suure Rakke / Gross Arosema
- Suure Rõude / Gross Ruhde
- Suuremõisa (Worms) / Magnushof
- Suuremõisa / Grossenhof
- Suuremõisa / Muhu / Mohn – Grossenhof
- Suuremõisa 3 (Pühhalep) / Neuhof – Stenbock
- Suuresoo / Hinsee
- Suurküla / Surroküll
- Suurlaid / Surlaid
- Sviibi / Söderby

## T
- Taabri / Anrepshof
- Taadikvere / Tattikfer
- Taali / Staelenhof
- Taaliku (Ösel) / Sankt Johannis in Ösel
- Taaliku / Talick
- Taaliku 1,2,3 / Thalick, Thalik1, Thalickhafen 2, Schloss-Thalick 3
- Taari / Haidenschaft
- Tabasalu / Habers
- Tabasalu / Tabbasal
- Tabikvere / Flemmingshof
- Tabina / Tabbina
- Tabivere / Tabbifer
- Tabula / Theal
- Tächtvere / Techelfer
- Taebla / Taibel
- Taevere / Taifer
- Tagajõe / Taggajöggi
- Tagala / Taggala
- Tagametsa / Tagametz
- Tagamõisa / Taggamois
- Tagavere / Tackfer
- Tagumaa / Tagguma
- Tähemaa / Techema
- Tahku / Tackerort
- Tahkuna / Tachkona
- Tähtivere / Sternberg
- Tahu / Schottanes
- Tahula / Tahhul
- Taiu / Taggers
- Taivola / Taiwal
- Tali / Freihof
- Talvikese / Talwikesen
- Tammeküla / Eichendorf
- Tammesaare / Tammessar
- Tammevaldma / Tammewald
- Tammevälja / Tammewelja
- Tammiku / Tammik 1,2
- Tammiku 3 / Eichenhain
- Tammispää / Nennal
- Tammiste / Tammist 1
- Tammistu / Tammist 2
- Tammuna 1,2 / Tammen 1, Tammenhof 2
- Tammuru / Waldhof
- Tamsalu / Tamsal 1
- Tamse / Tamsal 2
- Tänasilma / Tennasilm
- Tapa / Taps
- Tapiku / Tappick
- Tapurla / Tappurla
- Tarakvere / Tarrastfer
- Tarumaa / Tarroma
- Tarva / Tarwa
- Tarva / Wisent
- Tarvastu / Tarwast
- Tauksi / Tauks
- Tautsa / Tautzen
- Tealase / Thielesen
- Teaste / Tauste
- Teedla / Thetlia
- Teenuse / Steenhusen
- Telpevälja / Helfenheim
- Tergimäe / Terkimäggi
- Terikeste / Terrequist
- Tidriküla / Didriküll
- Tigase 1,2 / Tiggas
- Tihemetsa / Tihhemetz
- Tiinse / Ficht
- Tiirimetsa / Tirimetz
- Tika / Ticks
- Tilla / Tillen
- Tilsi / Tilsit
- Timo / Timmofer
- Tingiste / Tingist
- Tirmaste / Tirmast
- Tjarkme / Terkma
- Tobia / Charlottenhof
- Tõdu / Töddo
- Tõdva / Teitwa
- Tõdveni / Tödwenshof
- Tõelgi / Tehelg
- Tõhela / Tesela
- Tohisoo / Tois 1 (Jerwen)
- Tõikvere / Toikfer
- Toilaa / Toila
- Tõivere / Teufer
- Tõlli / Tölli
- Tõlliste / Teilitz
- Tolse / Tollsburg
- Tõluste / Töllüst
- Tõlva / Kirchberg
- Tõnismatsi / Tennismatz
- Tõnuma / Tennema
- Tõnumaa / Tennoma
- Toolamaa / Tolama 1,2
- Toomasmäe / Thomasiberg
- Toomiku / Tomiko
- Toomja / Tomel
- Toosi / Toosen
- Tootsi / Tootsen
- Topu 1,2 / Topp
- Tärivere (Tõravere?) / Terrefer
- Tordi / Tordi
- Tõrenurme / Törrenorm
- Tõresvere / Terresfer
- Tori / Torgel
- Tori 2 / Torri
- Tõrise / Terris 1,2
- Torma / Tormahof
- Tornimäe / Turnsberg
- Tõrva / Törwa, Terwa
- Tõrvajõe / Terwajöggi
- Tõstamaa / Waist
- Tõukvere / Wajato
- Treimani / Dreimannsdorf
- Triigi / Kau
- Trilli / Lilienberg
- Truuta / Gertrudenhof
- Tsitre / Zitter
- Tsooru / Fierenhof
- Tudo / Tuddo
- Tudulinna / Tuddolinn
- Tuhala / Toal
- Tuhalaane / Tuhhalane
- Tuimõisa / Friedhof
- Tüki / Hermannshof
- Tuksi / Bergsby
- Tuleviku / Tollewick
- Tumala / Thomel
- Tümpsi / Friedrichsheim
- Tupenurme / Toppenorm
- Turasti / Turast
- Turba / Torbs
- Turbuneeme / Turbonöm
- Türi / Turgel
- Türi – Alliku / Allenküll
- Türisalu / Türgisal
- Turja / Türja
- Turju /  Torkenhof
- Türpsaala / Türpsal
- Turva / Turwen
- Turvalepa / Turwalep
- Tüsamäe / Türsel
- Tusari / Friedenhof
- Tusari / Friedenthal
- Tusti / Tustenhof
- Tutermaa / Tuterma
- Tuudi / Tuttomäggi
- Tuuru / Assaküll
- Tüükri / Dickern
- Tuula / Thula

## U
- Ubasalu / Ubbasal
- Ubja / Ubia
- Udavere / Uddafer
- Uderna / Uddern
- Udeva / Uddewa
- Udiiküla / Udiküll
- Udriku / Uddrich
- Udrja / Udrias
- Uhmardu / Uchmard
- Uhti / Ucht
- Uhtjärve / Uchtsee
- Uhtna / Uchten
- Uia / Ühing
- Uibulajärve / Appelsee
- Uibumäe / Anderkopp
- Uksnurme / Uxnorm
- Ülenorme / Üllenorm
- Ülgase / Ilgas
- Ulila / Uhlfeld an der Elwa
- Ulila / Ullila
- Ulvi / Ulwi
- Ulvi 2 / Öhrten
- Umarga / Ubbenorm
- Umbusi / Umbus
- Unakvere / Nödingshof
- Unametsa / Unnametz
- Undeküla / Undeküll 1,2
- Undla / Undel
- Undva / Hundwa
- Ungru / Linden
- Uniküla / Unniküll
- Unipiha / Unnipicht
- Unnukse / Unnuks
- Üpassare / Ippassar
- Urbasalu / Urbasal
- Üri / Jürs
- Urissaare / Urrissar
- Urmi / Urmhof
- Urvaste / Urbs
- Usna / Usna
- Üsse / Üssen
- Üsse / Wesel
- Utsali / Utzal
- Utu / Utto
- Uue – Kariste /  Neu Karrishof
- Uue-Harmi / Neuharm
- Uue-Karjaküla / Neu-Hohenhof
- Uuemõisa / Neuenhof
- Uuemõisa / Neuhof (Dorpat)
- Uuesalu / Neuhall
- Uue-Võidu / Neu-Woidoma
- Uugla / Ugel
- Uugla / Undeküll 3
- Uula / Uhla
- Uusküla / Kakas – Neudorf
- Uusküla / Usküll
- Uusna / Neutennasilm
- Uvarangalae / Wrangelshof 1

## V
- Vaabina / Uelzen
- Vaali / Wahlenhof
- Vääna / Faehna
- Väänikvere / Wennigfer
- Vääska /  Wäska
- Väätsa / Wäetz
- Väätse / Waetz
- Vaeküla / Waiküll
- Vaemla / Waimel 2
- Vägari / Wegern
- Vägeva / Weggewa, Wäggewa
- Vagula / Waggula
- Vahakönnu / Wahhakant
- Vahastu / Wahhast
- Vahenurme / Wahhenorm
- Vahia / Franzenhütte
- Vahteri / Wachter
- Vahtme / Facht
- Vahtrepa / Wachtrep
- Vahu / Wöhho
- Vaiatu / Somel
- Vaida / Wait
- Vaidavere / Waidafer
- Väike Kareda / Essenberg
- Vaike Maarja / Klein Marien
- Väike Pungerja / Klein Pungern
- Vaike Rakke / Klein Arosema
- Vaike Tulpe / Klein Tulpe
- Väikeküla / Klein Rogö
- Vaikna / Waikna
- Vaimastvere / Waimastfer
- Vaimasvere / Waimasfer
- Vaimla / Waimel
- Vaimõisa / Waddemois
- Vaimõisa / Weinhausen
- Väinajärve / Weinjerwen
- Vainu / Waino
- Vainupää / Wainopäh, Wainopaeh
- Vaiste / Waist
- Vaiste / Waist
- Vaivina / Sophienhof
- Vajatu / Somel
- Väjke Maarja / Klein Sankt Marien, Klein Marien
- Vakiaru / Wakjaro
- Vaksnarva / Serenitz
- Vaku / Wack
- Valaja / Wolde
- Valaste / Wallast
- Valasti 1 / Wallast
- Valasti 2 / Kaltenbrunnen (bei St Johannis)
- Valga / Walk
- Valgejõe / Walgejöggi
- Välgita / Welketa
- Valgjärve / Weissensee
- Valgma / Walgina
- Valgu / Walck
- Valguta / Walguta
- Valila / Wähhof
- Valingu / Walling
- Valjala / Waldenburg
- Valkla / Walküll
- Valkse / Walks
- Valküla / Wallküll
- Vallapalu / Wallapahl
- Valli / Wallenhof
- Vallisaare / Wallisaar
- Valma / Wahlma
- Valma / Wahlma
- Valmaotsa / Waldmexe
- Valtu / Waldau
- Väluste / Willust
- Vana-Antsla / Alt Anzen
- Vana-Harmi / Alt-Harm
- Vana-Kasaritsa / Altkaseritz
- Vana-Kastre / Alt Kasterhof
- Vana-Koiola / Altkirrumpäh-Kaiküll
- Vana-Koiola / Altkoikel
- Vana-Nursi / Alt Nurstenhof
- Vana-Pääla / Taubenpöwel
- Vana-Roosa / Rosenhof
- Vana-Saaluse / Waldhof
- Vana-Vändra / Alt Fennern
- Vana-Vigala / Altfickel
- Väna-Võidu / Alt-Woidoma
- Vanakaiu / Altkai
- Vana-Karjaküla Alt Hohenhof
- Vanaküla 1 / Wanaküll
- Vanalõve / Lowel
- Vanamõisa / Friedrichsheim (Viljandi, Fellin)
- Vanamõisa 2 / Wannamois
- Vanassaare / Wanassaar
- Vanaveski / Wanaweski
- Vängla / Schwengel
- Väo / Faeht 2
- Vao / Waoküll, Wack
- Vara / Sankt Brigitthen
- Vara 2 / Warrol
- Vara 3 / Werbeck
- Varangu / Warrang
- Värati / Werder
- Varbavere / Freiberg
- Varbla / Werpel
- Varbola / Schwarzenstein
- Varbuse / Forbushof
- Vardi 1 / Schwarzhof (Fellin)
- Varinurme / Warinorm
- Varja / Warjel
- Varnja / Woronja
- Varresi / Warris
- Varsemetsa / Waresmets
- Värssu / Wärso
- Varstu / Hödensberg
- Varudi / Warutten, Wardes
- Vasalemma / Wassalemm
- Vasara / Hammer
- Vasavere / Wassafer
- Vasila / Wasila
- Vasknarva / Neuschloss
- Vaskrääma / Waldhof
- Vassivere / Wassifer
- Vasta / Waschel
- Vastemõisa / Neuhof
- Vastemõisa / Wastemois
- Vastenursi / Neunurste
- Vastja / Wastemois
- Vastse-Kuuste / Neukusthof
- Vastse-Nursi / Neu Nurstenhof
- Vastse-Roosa / Neurosenhof
- Vastselinna / Neuhausen
- Vasula / Wassula
- Vatku / Wattküll
- Vatküla / Wattküll
- Vatla / Wattel
- Vatsla / Waitzel
- Vätta / Fettel
- Vedra / Wedder
- Vedu / Fehtenhof
- Vee / Wehof
- Veelikse 1,2 / Felixburg
- Veere / Ranna
- Vehendi / Wehhend
- Vejsjärve / Weissjärw
- Vel’e (Vilo) / Wilo
- Velise / Felks
- Veltsa / Weltz, Wierland
- Veltsi / Weltz
- Veluste / Welluste
- Veneküla / Wenküll
- Venekuusika / Wennekusick
- Venevere / Wennefer
- Vennarti / Fenieth
- Verevi / Werrewi
- Verilaske / Christhof
- Veriora / Paulenhof
- Veski / Weski
- Veskimõisa / Mühlenhof
- Vesneri / Wesslerhof
- Vestli / Wesseldorf
- Vetla / Wettel
- Vidrike / Friedrichshof
- Vidriku / Friedrichshof
- Vidruka / Widdruck
- Vigala / Fickel
- Vihakse / Wihaks
- Vihasu / Wyhhaso
- Vihterpalu / Wichterpal (Sw. Vippal)
- Vihtla / Fichtel
- Vihtse / Vichtisby
- Vihula / Viol
- Viimsi / Wiems
- Viina / Finn
- Viira / Wira
- Viiratsi / Wieratz
- Viisu / Wieso
- Viivikonna / Waiware
- Viki / Sankt Michaelis
- Vikla / Wickel
- Vilivalja / Williwalla
- Villaku / Willak
- Villevere / Willafer
- Villivere / Willifer
- Vilo / Wilo
- Vilsandi / Filsand
- Vilussaare / Willossar
- Viluste / Willust
- Viluvere / Willofer
- Vindri / Windern
- Vintse / Wintz
- Virtsu / Werder
- Viru Jaagupi / Sankt Jakobi
- Viru Kabala / Heiligenkappel
- Viru Nigula / Sankt Nikolai
- Viruküla / Wirroküll
- Virunurme / Wirronorm
- Virve / Papenburg
- Viskla / Wischel
- Viskoosa / Hohenholm
- Vissi / Wissi
- Vissuti 1,2,3 / Wissust
- Vissuvere / Wissofer
- Viti / Wittenpöwel
- Vitsjärve / Witzjerw
- Vodja / Wodja
- Võduvere / Weddofer
- Võhksa / Wexholm
- Võhma 1,2 / Wöchma 1, Bjechma 2
- Võhmanõmme / Wöchmanöm
- Võhmuta / Wechmuth
- Vohnja / Fonal
- Võhu / Wöhh, Wöhho
- Võidiveri / Weudiferen
- Võidu / Woidoma
- Võidula / Karolinenhof
- Võiera / Wöjer
- Võiküla / Woi
- Võikvere / Woitfer
- Võipere / Woiperre
- Võisiku / Woiseck
- Võiste / Woiste
- Võivere / Woibfer
- Voka / Chudleigh
- Voldi / Wolde
- Võle / Wölla
- Võlla / Himelfkirch
- Võlli 1,2 / Wölle
- Võlsi / Wels
- Voltveti / Quellenstein
- Võnnu / Wendau
- Võnnu 1,2 / Wenden
- Võõla / Bysholm
- Võõpsu / Neu Räppin
- Voore / Forby
- Voore 2 / Forel
- Vooreküla / Corpus Christi
- Voorepalu / Worre
- Voorepere / Woroper
- Vooru / Woroküll
- Voose / Wosel
- Vorbuse / Forbushof
- Võrevere / Werrefer
- Vormsi / Worms
- Vörnoo / Wernu
- Võrnu / Wörno
- Vorre / Wohre
- Vorsti / Sternhof
- Vöru / Werdhof
- Võru / Werro, Werrohof
- Voruküla / Woroküll
- Võrungi / Wörring
- Vose / Wosel
- Võsivere / Wössifer
- Võsu / Wesso
- Võtikvere / Wöttigfer
- Vuopionsuu / Sankt Angeli